# コタバル
座標: 北緯6度8分 東経102度15分 / 北緯6.133度 東経102.250度
コタ・バル (マレー語: Kota Bharu) は、マレーシアの都市。マレー半島北東部クランタン州の州都で、南シナ海・タイランド湾に面する。2011年の人口は約49.1万人、総面積 394km2。コタ・バルとはマレー語で「新しい町」または、「新しい城」を意味する。
マレーシア国内で最もイスラム色が濃く、住民は大多数がマレー系であるが、タイ国境に近いため、タイのテレビ放送も見ることができる。ただし、街中でタイ語は通じない。数多くのモスクがあり、拡声器でコーランの詠唱を流している。

## 歴史
コタバルから 10km 程離れた パンタイ・ダサール・サパという地点が、1941年12月8日の日本軍によるマレー半島上陸作戦の舞台となった。上陸地点には記念碑がある。

## 地理

### 気候
タイとの国境に近いため、気候もタイ南部と似ている。雨季の終わりである11月と12月は非常に多くの雨が降ることが最大の特徴であり、この短期間に1年の半分近い降水量を観測する。
| コタバルの気候                            | コタバルの気候 | コタバルの気候 | コタバルの気候 | コタバルの気候 | コタバルの気候 | コタバルの気候 | コタバルの気候 | コタバルの気候 | コタバルの気候 | コタバルの気候 | コタバルの気候 | コタバルの気候 | コタバルの気候    |
| 月                                        | 1月            | 2月            | 3月            | 4月            | 5月            | 6月            | 7月            | 8月            | 9月            | 10月           | 11月           | 12月           | 年                |
| ----------------------------------------- | -------------- | -------------- | -------------- | -------------- | -------------- | -------------- | -------------- | -------------- | -------------- | -------------- | -------------- | -------------- | ----------------- |
| 平均最高気温 °C （°F）                    | 29.3 (84.7)    | 30.2 (86.4)    | 31.3 (88.3)    | 32.6 (90.7)    | 32.9 (91.2)    | 32.6 (90.7)    | 32.2 (90)      | 32.0 (89.6)    | 31.7 (89.1)    | 31.2 (88.2)    | 29.6 (85.3)    | 28.9 (84)      | 31.21 (88.18)     |
| 日平均気温 °C （°F）                      | 26.1 (79)      | 26.6 (79.9)    | 27.3 (81.1)    | 28.3 (82.9)    | 28.7 (83.7)    | 28.3 (82.9)    | 28.0 (82.4)    | 27.8 (82)      | 27.6 (81.7)    | 27.4 (81.3)    | 26.5 (79.7)    | 26.1 (79)      | 27.39 (81.3)      |
| 平均最低気温 °C （°F）                    | 22.8 (73)      | 22.9 (73.2)    | 23.3 (73.9)    | 24.0 (75.2)    | 24.4 (75.9)    | 24.0 (75.2)    | 23.7 (74.7)    | 23.6 (74.5)    | 23.4 (74.1)    | 23.5 (74.3)    | 23.4 (74.1)    | 23.3 (73.9)    | 23.53 (74.33)     |
| 降水量 mm （inch）                        | 79.9 (3.146)   | 53.9 (2.122)   | 117.9 (4.642)  | 89.9 (3.539)   | 103.8 (4.087)  | 114.0 (4.488)  | 157.8 (6.213)  | 171.2 (6.74)   | 189.9 (7.476)  | 256.4 (10.094) | 690.3 (27.177) | 580.1 (22.839) | 2,605.1 (102.563) |
| 平均降水日数 （≥1 mm）                    | 8              | 5              | 6              | 6              | 8              | 9              | 11             | 13             | 14             | 15             | 20             | 17             | 132               |
| 平均月間日照時間                          | 213.9          | 228.8          | 260.4          | 267.0          | 241.8          | 210.0          | 223.2          | 213.9          | 201.0          | 186.0          | 141.0          | 148.8          | 2,535.8           |
| 出典1：World Meteorological Organisation. |                |                |                |                |                |                |                |                |                |                |                |                |                   |
| 出典2：Hong Kong Observatory.             |                |                |                |                |                |                |                |                |                |                |                |                |                   |

### 観光
- ムルデカ広場
- 第二次世界大戦記念館
- イスラム博物館
- イスタナ・バライ・ブザール
- クランタン州立博物館
- グランガン・セニ
- イスタナ・ジャハール
- イスタナ・バトゥ
- ハンディクラフト博物館

### ビーチ
- パンタイ・チンタ・ベラヒ
- パンタイ・イラマ
- パンタイ・ダサール・サパ

## 交通

### 航空
- スルタン・イスマイル・プトラ空港

### バス
- クアラ・ルンプール、クアラ・トレンガヌやタイとの国境（Malaysia–Thailand border）の街ランタウ・パンジャン（英語版）などからの中・長距離バスがある。ランタウ・パンジャンよりタイのスンガイコーロック郡（英語版）に陸路で抜けることができる。

### 鉄道
コタバル市内には鉄道は乗り入れていない。マレー鉄道東海岸線のワカフ・バル駅、パシール・マス駅駅などが最寄駅である。

## その他
タイ領事館があり、タイの長期滞在者がビザを取りに来ることがある。国境付近の治安が悪いため、ペナン島のタイ領事館の方が一般的であるが、イスラム色の強い街であるため、イスラム暦を採用しており、日曜日に変わり金曜日が休日となっている。そのため、領事館も日曜日に開館している。

## 姉妹都市
- プカンバル（インドネシア）
- 笠岡市（日本国 中国地方 岡山県）
- 新城市（日本国 中部地方 愛知県）
- 開城市（北朝鮮）